# УкрСЕПРО

Знак відповідности державної системи сертифікації (обов'язкова сертифікація)

Знак відповідности державної системи сертифікації (добровільна сертифікація)

Державна система сертифікації — українська національна система сертифікації, роботи в якій визначали 149 органів з сертифікації продукції (робіт, послуг) та 811 випробувальних лабораторій (центрів). Діяла з 1996 року, втратила чинності 10.02.2016 року.
Головним інститутом в системі Державного Комітету України з питань технічного регулювання та споживчої політики по розробці науково-методійних та організаційних засад сертифікації продукції, послуг, систем якости є Український науково-дослідний інститут стандартизації, сертифікації та інформатики (УкрНДІССІ). 
УкрНДІССІ здійснював інформаційне забезпечення підприємств і організацій в питаннях сертифікації.
Організаційну основу державної системи сертифікації становлять державні стандарти України:
- ДСТУ 3410-96. Державна система сертифікації. Основні положення;
- ДСТУ 3411-96. Державна система сертифікації. Вимоги до органів з сертифікації продукції та порядок їх акредитації;
- ДСТУ 3412-96. Державна система сертифікації. Вимоги до випробувальних лабораторій та порядок їх акредитації;
- ДСТУ 3413-96. Державна система сертифікації. Порядок проведення сертифікації продукції;
- ДСТУ 3414-96. Державна система сертифікації. Атестація виробництва. Порядок проведення;
- ДСТУ 3415-96. Державна система сертифікації. Реєстр Системи;
- ДСТУ 3416-96. Державна система сертифікації. Порядок реєстрації об'єктів добровільної сертифікації;
- ДСТУ 3417-96. Державна система сертифікації. Процедура визнання результатів сертифікації продукції, що імпортується;
- ДСТУ 3418-96. Державна система сертифікації. Вимоги до аудиторів та порядок їх атестації;
- ДСТУ 3419-96. Державна система сертифікації. Сертифікація систем якості. Порядок проведення;
- ДСТУ 3420-96. Державна система сертифікації. Вимоги до органів з сертифікації систем якості та порядок їх акредитації;
- ДСТУ 3498-96. Державна система сертифікації. Бланки документів. Форма та опис;
- ДСТУ 3957-2000. Державна система сертифікації. Порядок обстеження виробництва під час проведення сертифікації продукції.

Перелік сертифікованих в Державній системі сертифікації систем якости складається із 575 систем якості.
Перелік продукції, що підлягає обов'язковій сертифікації в Україні, включає 38 однорідних видів продукції та послуг згідно з Наказом Держстандарту України № 28 від 01.02.2005 року.
Сертифікація продукції в Державній системі сертифікації проводиться відповідно до затверджених Правил сертифікації однорідних видів продукції (послуг):
- Правила обов'язкової сертифікації тютюнових виробів, затверджені наказом Державного Комітету України з питань технічного регулювання та споживчої політики від 13 вересня 1996 р. № 378 (зареєстровані в Мінюсті України 3 жовтня 1996 р. за № 569/1594);
- Правила обов'язкової сертифікації алкогольних напоїв, затверджені наказом Державного Комітету України з питань технічного регулювання та споживчої політики від 13 вересня 1996 р. № 379 (зареєстровані в Мінюсті України 4 жовтня 1996 р. за № 570/1595);
- Правила обов'язкової сертифікації нафти та нафтопродуктів, затверджені наказом Державного Комітету України з питань технічного регулювання та споживчої політики від 16 січня 1997 р. № 19 (зареєстровані в Мінюсті України 26 лютого 1997 р. за № 52/1856);
- Правила обов'язкової сертифікації дорожніх транспортних засобів, їх складових та приладдя, затверджені наказом Державного Комітету України з питань технічного регулювання та споживчої політики від 25 січня 2002 року № 48 (зареєстровані в Мінюсті України 11 лютого 2002 року за № 126/6414);
- Правила обов'язкової сертифікації машин сільськогосподарських для рослинництва, тваринництва, птахівництва і кормовиробництва, затверджені наказом Державного Комітету України з питань технічного регулювання та споживчої політики від 17 січня 1997 року № 24 (зареєстровані в Мінюсті України 6 лютого 1997 року за № 24/1828);
- Правила обов'язкової сертифікації кранової продукції, затверджені наказом Державного Комітету України з питань технічного регулювання та споживчої політики від 24 січня 1997 року № 37 (зареєстровані в Мінюсті України 4 квітня 1997 року за № 110/1914);
- Правила обов'язкової сертифікації продукції обладнання металообробного та деревообробного, затверджені наказом Державного Комітету України з питань технічного регулювання та споживчої політики від 7 квітня 1997 року № 186 (зареєстровані в Мінюсті України 22 вересня 1997 року за № 415/2219);
- Правила обов'язкової сертифікації технічних засобів охоронної та охоронно-пожежної сигналізації, затверджені наказом Державного Комітету України з питань технічного регулювання та споживчої політики від 10 квітня 1997 року № 191 (зареєстровані в Мінюсті України 8 серпня 1997 року за № 298/2102);
- Правила обов'язкової сертифікації будівельних матеріалів, виробів та конструкцій, затверджені наказом Державного Комітету України з питань технічного регулювання та споживчої політики від 12 квітня 1997 року № 192 (зареєстровані в Мінюсті України 18 червня 1997 року за № 222/2026);
- Правила обов'язкової сертифікації засобів обчислювальної техніки, затверджені наказом Державного Комітету України з питань технічного регулювання та споживчої політики від 25 червня 1997 року № 366 та зареєстровані Міністерством юстиції (державний реєстр № 295/2099 від 07.08.97);
- Правила обов'язкової сертифікації продукції протипожежного призначення, затверджені наказом Державного Комітету України з питань технічного регулювання та споживчої політики від 27 червня 1997 року № 374 (зареєстровані в Мінюсті України 16 вересня 1997 року за № 407/2211);
- Правила обов'язкової сертифікації послуг з ремонту та технічного обслуговування дорожніх транспортних засобів та їх складових, затверджені наказом Державного Комітету України з питань технічного регулювання та споживчої політики від 28 серпня 1997 року № 520 (зареєстровані в Мінюсті України 14 жовтня 1997 року за № 475/2279);
- Правила обов'язкової сертифікації електропобутового та аналогічного обладнання і комплектувальних виробів, затверджені наказом Державного Комітету України з питань технічного регулювання та споживчої політики від 12 вересня 1997 року № 567 (зареєстровані в Мінюсті України 31 жовтня 1997 року за № 524/2328);
- Правила обов'язкової сертифікації труб та балонів, затверджені наказом Державного Комітету України з питань технічного регулювання та споживчої політики від 12 грудня 1997 року № 777 (зареєстровані в Мінюсті України 6 лютого 1998 року за № 83/2523);
- Правила обов'язкової сертифікації послуг харчування, затверджені наказом Державного Комітету України з питань технічного регулювання та споживчої політики від 27 січня 1999 року № 37 та зареєстровані Міністерством юстиції (державний реєстр № 235/3528 від 15.04.99);
- Правила обов'язкової сертифікації готельних послуг, затверджені наказом Державного Комітету України з питань технічного регулювання та споживчої політики від 27 січня 1999 року № 37 та зареєстровані Міністерством юстиції (державний реєстр № 233/3529 від 15.04.99);
- Правила сертифікації послуг автомобільного транспорту, затверджені спільним наказом Державного Комітету України з питань технічного регулювання та споживчої політики та Міністерства транспорту від 19 березня 1999 року № 1 19/156 та зареєстровані Міністерством юстиції (реєстр від 30.03.99 № 192/3485);
- Правила сертифікації засобів індивідуального захисту працюючих, затверджені наказом Державного Комітету України з питань технічного регулювання та споживчої політики від 14 червня 1999 року № 322 та зареєстровані Міністерством юстиції (реєстр від 22.06.99 № 405/3698).

При сертифікації продукції в Державній системі сертифікації застосовуються схеми (моделі) сертифікації.
У ніч з 11 на 12 серпня 2010 року електронна база даних Державній системі сертифікації припинила своє існування, оскільки була фізично знищена[прояснити]. Натомість з 13 серпня Держпотребстандарт ввів новий порядок видачі сертификатів відповідності якості, при якому документи видаються регіональними відділеннями без фіксації в електронній базі даних.
Систему скасовано наказом ДП "УкрНДНЦ" № 500 від 29 грудня 2017 року.